# شارون اولدز
شارون اولدز (انگلیسی: Sharon Olds؛ زادهٔ ۱۹ نوامبر ۱۹۴۲) شاعر آمریکایی است. وی برنده جوایزی همچون جایزه پولیتزر برای شعر، جایزه تی. اس الیوت، جایزه حلقه منتقدان کتاب ملی و کمک‌هزینه گوگنهایم شده است.